# Peuerling
Peuerling ist ein Gemeindeteil der Gemeinde Engelthal im Landkreis Nürnberger Land (Mittelfranken, Bayern). Peuerling liegt in der Gemarkung Engelthal.

## Geografie
Der Weiler liegt nördlich am Fuße des Nonnenbergs (579 m ü. NHN), der inmitten des Engelthaler Forst ist. Es entspringt dort der Hopfengraben, der rechte Oberlauf des Sandbachs. An der Grenze zum Engelthaler Forst gibt es zwei Bäume, die als Naturdenkmal ausgezeichnet sind. Durch den Ort verläuft die Kreisstraße LAU 7 nach Gersberg zur Staatsstraße 2404 (1 km nordwestlich) bzw. nach Engelthal (2 km östlich).

## Geschichte
Peuerling gelangte 1265 in den Besitz des Klosters Engelthal. Zusammen mit Engelthal ging auch Peuerling infolge des Landshuter Erbfolgekrieges in den Besitz der Reichsstadt Nürnberg über und wurde zum Teil des später gebildeten nürnbergischen Pflegamtes Engelthal.
Mit dem Gemeindeedikt (frühes 19. Jahrhundert) wurde Peuerling dem Steuerdistrikt Engelthal und der Ruralgemeinde Engelthal zugewiesen.

### Trummertenhof
Am östlichen Ortsende von Peuerling liegt der Trummertenhof. Die Entstehung des Hofes wird auf das Jahr 1437 datiert, das heute noch bestehende Wohngebäude wurde infolge von Brandschäden allerdings größtenteils erst um etwa 1800 erbaut. Der Name des Hofes geht auf die Familie Trummer(t) zurück, in deren Eigentum sich dieser von 1620 bis 1951 befunden hatte. 2005 wurde von den privaten Neubesitzern eine umfassende Renovierung des Wohngebäudes begonnen, mit deren Abschluss die Bewohnbarkeit des Gebäudes wiederhergestellt wurde. 2008 gehörte der Hof zu den sieben Objekten im Landkreis Nürnberger Land, die bei der damaligen Denkmalprämierung des Bezirks Mittelfranken mit einer Auszeichnung bedacht wurden.

### Das Öde Schloss
Unweit von Peuerling hatte im Hochmittelalter ein Burgstall existiert, der in der Literatur heute als Ödes Schloss bezeichnet wird. Dieser hatte sich auf einem etwa einen halben Kilometer südwestlich des Ortes gelegenen Bergsporn des Nonnenberges befunden. Bis heute wurden jedoch keinerlei schriftliche Nachweise zu dieser Anlage gefunden, insbesondere auch nicht in den umfassenden Aufzeichnungen des Klosters Engelthal. Beim Übergang Peuerlings in den Besitz des Klosters wurde der Burgstall jedenfalls nicht erwähnt und somit zeugen lediglich die heute noch vorhandenen spärlichen Überreste von dessen Existenz.

### Kreuzstein bei Peuerling

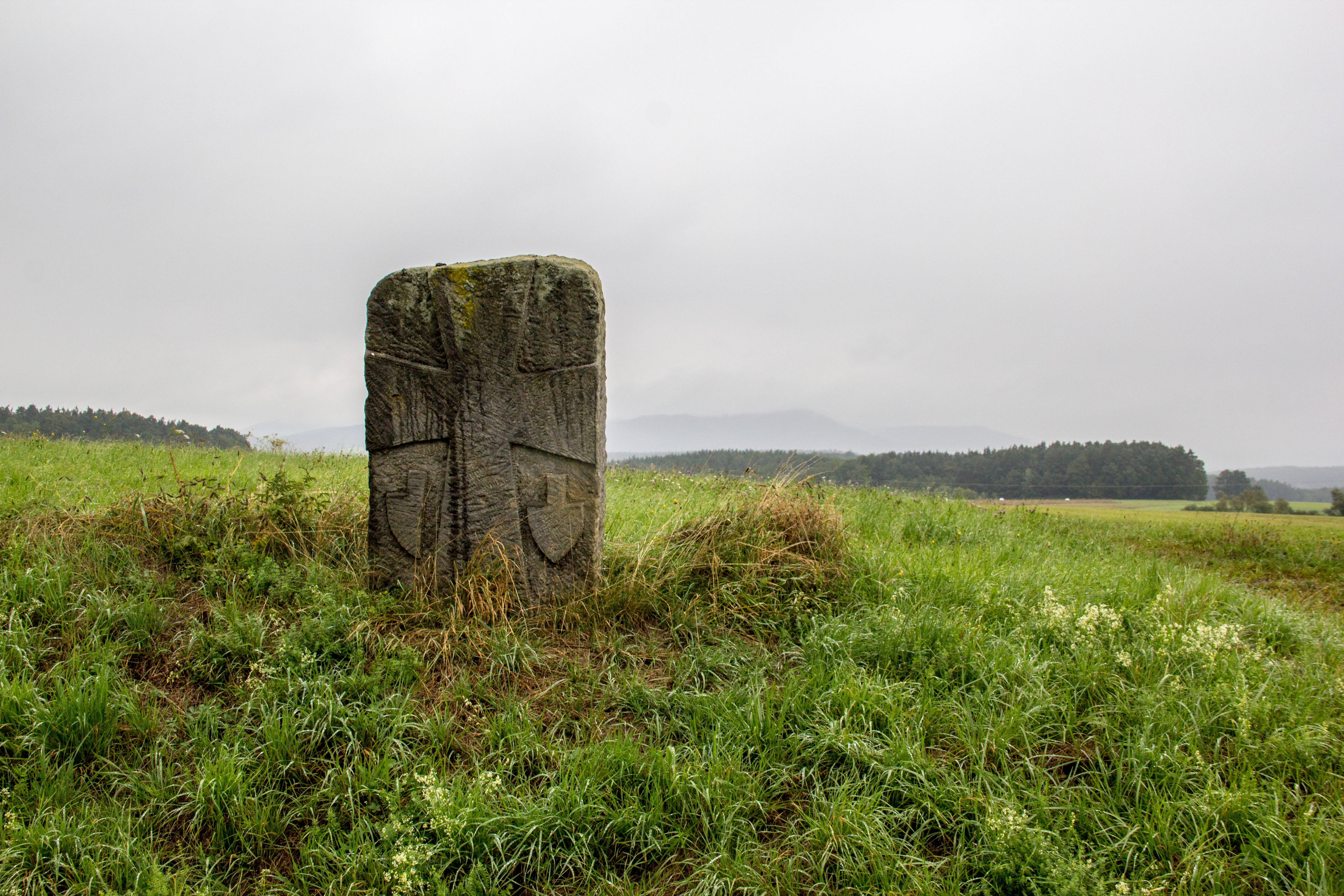
Kreuzstein bei Peuerling

Östlich von Peuerling steht gut sichtbar nördlich der Kreisstraße LAU 7 der Kreuzstein bei Peuerling. Es ist ein Replikat und wurde beim Straßenbau 1975/1976 ersetzt.